# Reattore a fusione ARC
Il reattore a fusione ARC (acronimo di affordable, robust, compact; economico, robusto, compatto) è un progetto per un reattore a fusione compatto, sviluppato dal Plasma Science and Fusion Center (PSFC) del Massachusetts Institute of Technology. ARC mira a raggiungere un break even ingegneristico pari a tre, vale a dire a produrre tre volte l'elettricità necessaria per far funzionare il dispositivo. L'innovazione tecnica più importante consiste nell'utilizzo di magneti superconduttori ad alta temperatura al posto dei magneti superconduttori a bassa temperatura adottati dal progetto ITER. Il dispositivo proposto avrebbe un diametro pari alla metà di quello del reattore ITER e sarebbe quindi più economico da costruire.
Il layout di ARC è quello di un tokamak avanzato di tipo convenzionale. ARC utilizza magneti superconduttori ad alta temperatura in ossido di rame, di bario di terre rare (REBCO) al posto del cablaggio in rame o dei superconduttori convenzionali a bassa temperatura. Questi magneti possono funzionare a intensità di campo molto più elevate, pari a 23 tesla, raddoppiando all'incirca il campo magnetico sull'asse del plasma. Il tempo di confinamento per una particella plasmatica varia con il quadrato della dimensione lineare e la densità di potenza varia con la quarta potenza del campo magnetico: quindi raddoppiare il campo magnetico equivale a quadruplicare le prestazioni della macchina. Le dimensioni ridotte riducono i costi di costruzione, anche se questo mitigato in una certa misura dall'extracosto dei magneti REBCO.
Gli avvolgimenti dei magneti REBCO sono flessibili quando la macchina non è operativa e possono essere aperti e ripiegati in modo tale da consentire l'accesso all'interno del dispositivo, riducendo notevolmente i costi di manutenzione, che erano collegati alla necessità di accedere con manipolatori remoti attraverso piccole porte. Ciò potrebbe migliorare il fattore di capacità del reattore, una metrica importante nei costi di generazione dell'energia.
Il progetto prevede la realizzazione iniziale di un dimostratore in scala ridotta denominato SPARC (acronicmo di "as Soon as Possible ARC"), che sarà costruito dalla società Commonwealth Fusion Systems, con il supporto finanziario di Eni, Breakthrough Energy Ventures, Khosla Ventures, Temasek ed Equinor.

## Storia
Il progetto fu annunciato nel 2014. Il nome e il progetto trassero ispirazione dal reattore ad arco immaginario costruito dal personaggio dei fumetti Tony Stark, che aveva frequentato il MIT.
L'idea iniziale fu quella di "un progetto intrapreso da un gruppo di studenti del MIT nell'ambito di un corso di progettazione sulla fusione. Il progetto ARC aveva lo scopo di mostrare le capacità della nuova tecnologia dei magneti sviluppando un progetto dettagliato per un impianto che producesse la stessa potenza di fusione di ITER, ma alla dimensione più piccola possibile. Il risultato fu una macchina grande circa la metà della dimensione lineare di ITER, che funzionava a 9 tesla e produceva più di 500 megawatt di potenza di fusione. Gli studenti presero anche in esame le tecnologie che consentirebbero a tale dispositivo di operare in equilibrio stazionario, producendo più di 200 MW di elettricità".

## Caratteristiche progettuali
Il design ARC integra rilevanti aspetti innovativi rispetto ai tradizionali tokamak, pur mantenendo il carburante convenzionale D-T (deuterio-trizio).

### Campo magnetico
Per ottenere un incremento della densità di potenza di fusione pari a quasi un ordine di grandezza, il progetto utilizza il nastro superconduttore REBCO che dispone di bobine di campo toroidali. Questo materiale consente una maggiore intensità del campo magnetico che contiene in un volume minore il plasma surriscaldato. In teoria, la densità di potenza di fusione è proporzionale alla quarta potenza dell'intensità del campo magnetico. Il materiale candidato più probabile è l'ossido di rame di bario e ittrio, con una temperatura progettuale di 20 K, che permette di adottare vari refrigeranti (ad esempio idrogeno liquido, neon liquido o elio gassoso) invece della molto più complicata refrigerazione con elio liquido scelta da ITER. La brochure ufficiale SPARC mostra una sezione di cavo YBCO che è disponibile in commercio e che dovrebbe consentire campi fino a 30 Tesla.
ARC dovrebbe essere un reattore tokamak da 270 MWe con un raggio maggiore di 3,3 metri, un raggio minore di 1,1 m , e un campo magnetico in asse di 9.2 tesla.
Il progetto presenta un Fattore di guadagno energetico da fusione Q p ≈ 13,6 (che significa che il plasma produce 13 volte più energia di fusione di quella necessaria per riscaldarlo), ma è completamente non induttivo, con una frazione di bootstrap di ~ 63%.
Questo valore progettuale è reso possibile dal picco massimo del campo magnetico di ~23 T sulla bobina.

### Recipiente sottovuoto rimovibile
Il progetto include un recipiente a vuoto rimovibile, che è il componente solido che separa il plasma e il vuoto circostante dalla coperta liquida. Esso non richiede lo smontaggio dell'intero dispositivo. Ciò lo rende adatto per valutare le modifiche progettuali.

### Coperta liquida
La maggior parte dei materiali del rivestimento solido che circondano la camera di fusione nei modelli convenzionali sono sostituiti da un sale fuso di fluoro-litio-berillio (FLiBe) che può essere facilmente messo in circolo/sostituito, riducendo i costi di manutenzione.
La coperta liquida modera e scherma la perdita di neutroni, asporta il calore e assicura i mantenimento di un rapporto di riproduzione del trizio ≥ 1,1. L'ampio intervallo di temperature in cui FLiBe è liquido consente il funzionamento a 900° K con raffreddamento a fluido monofase e ciclo Brayton.